# Infection Associée aux Soins
Ne doit pas être confondu avec Infection nosocomiale.
Les Infections Associées aux Soins (IAS) désignent, sous une notion globale de santé publique, l'ensemble des infections survenant dans le cadre de la prise en charge d'un patient. 
Les infections nosocomiales sont un type particulier d'IAS, contractées spécifiquement dans un établissement de santé ( particulièrement en hôpital ou en clinique). Les IAS, quant à elles, englobent sans distinction de lieu l'ensemble des évènements infectieux en rapport avec un soin de santé.